# Центростефанус довгоголковий
Центростефанус довгоголковий (Centrostephanus longispinus) — вид морських їжаків з родини Diadematidae.

## Опис
Має округлий вапняний екзоскелет 4-5 см в діаметрі. Характеризується надзвичайно довгими, тонкими і тендітними голками, забарвлення яких утворене чергуванням чорних, фіолетових і білуватих смуг. Голки сягають до 30 см завдовжки. Вони мають різну довжину, рухливі й використовуються для пересування. На аборальній поверхні є маленькі яскраво-червоні булавоподібні шипи.

## Поширення
Вид поширений на континентальному шельфі по обидва боки Атлантичного океану. Його ареал простягається від Середземного моря та узбережжя Північної Африки до Карибського моря та Мексиканської затоки. Діапазон глибин становить від 40 до 210 метрів.

## Живлення
Дослідження вмісту шлунка показало, що C. longispinus переважно харчується кількома видами червоних водоростей. У періоди, коли водоростей немає, він, ймовірно, їсть дрібних безхребетних.

## Охорона
Centrostephanus longispinus охороняється в Європі і занесений до Додатку ІІ Бернської конвенції (охоронна категорія: вид підлягає особливій охороні).